# 納塔利亞共和國
納塔利亞共和國是曾經存在於非洲南部的一個國家，於1839年建國，由布爾人建立。1842年，納塔利亞共和國被英國攻擊，翌年被其吞併，成為納塔爾殖民地。在英國吞併納塔利亞共和國之後，當地大多數的“先民”（Voortrekkers）向北進入德蘭索蘭吉亞（Transorangia），即後來的奧蘭治自由邦和德蘭士瓦。